# 贡山党参
贡山党参（学名：Codonopsis gombalana）是桔梗科党参属的植物，是中国的特有植物。分布于中国大陆的云南等地，生长于海拔3,400米的地区，一般生长在山地灌丛中及竹箐中，目前尚未由人工引种栽培。